# Kloster Frienisberg
Das Kloster Frienisberg ist eine ehemalige Zisterzienserabtei in Frienisberg, Gemeinde Seedorf (Kanton Bern).

## Geschichte
Das Kloster Frienisberg trug ursprünglich den Namen Aurora. Es entstand im Jahr 1131 als Tochterkloster der Abtei Lützel, die vom Kloster Bellevaux aus gegründet worden war. Der Frienisberger Konvent gründete weitere Tochterklöster: um 1160 das Kloster Tennenbach und im 13. Jahrhundert die Nonnenklöster Fraubrunnen, Steinen und Tedlingen (Detlingen).
1528 löste der Rat der Stadt Bern das Kloster nach der Einführung der Reformation auf. 1534 wurde die Klosterkirche abgebrochen. Ab 1533 nutzte Bern die ehemaligen Klostergebäude als Amtssitz einer bernischen Landvogtei, die bis 1798 bestand. Ein Teil der Gebäude diente als Spital. Ab 1834 bestand eine Taubstummenanstalt, die im Jahr 1889 zum heutigen Wohn- und Pflegeheim umgewandelt wurde.

## Architektur

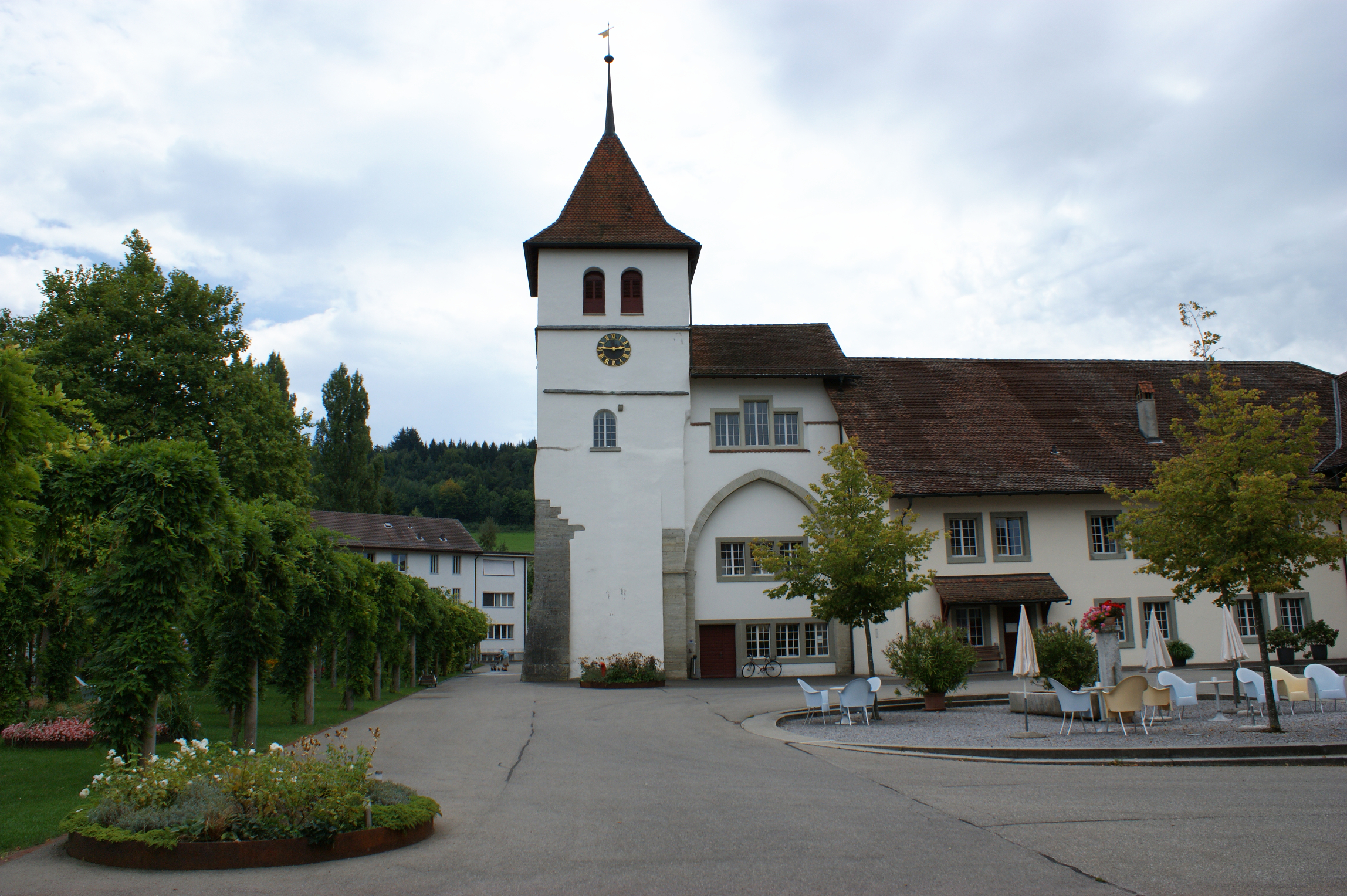
Bauwerke des ehemaligen Klosters

Die fünfjochige, ungewölbte Kirche entsprach den Baugepflogenheiten des Zisterzienserordens. Im Nordflügel der heutigen Anlage, der 1974 bis 1975 errichtet worden ist, sind die südliche Hochwand und die Westwand der Klosterkirche sowie Reste der Wand des südlichen Seitenschiffs einbezogen. Der Chor war wohl gerade abgeschlossen. Erhalten ist das 1518 erhöhte, ursprünglich mit einer Spitztonne eingewölbte südliche Querhaus, über dessen nördlicher Kapelle 1573 ein Glockenturm errichtet wurde. Der Kreuzgang entstand um 1656 und wurde 1975 restauriert. Im Ostflügel ist das ehemalige Parlatorium erhalten. Der Westflügel wurde 1784 nach einem Plan von Ludwig Emanuel Zehender im spätbarocken Stil erneuert.

## Liste der Äbte von Frienisberg
Chronologische Reihenfolge der 39 bekannten Äbte des Klosters Frienisberg.
- Hesso, 1146–(ca.) 1160
- L(udwig?), 1182
- Rudolf, 1208
- Hartmann, 1224–1231
- Conrad, 1236, 1241
- Heinrich I., 1247 (1249)–1251
- Ulrich von Frohburg 1255–1269
- Cuno von Lobsigen, 1270 Sep.
- Bertold, 1271 Feb.
- (Ulrich, 1275?)
- Rudolf von Hauenstein, 1275 Dez.
- Ulrich von Thun, 1282–1285
- Jakob, 1286
- Heinrich II., 1287–1289
- Julian
- Cuno, 1290–1304
- Johannes I., 1305–1307 Feb.
- Conrad, 1307 Apr.–1316
- Ulrich von Lobsigen, 1317–1330
- Johann II. von Aarberg, 1331–1336
- Heinrich III., 1340–1344
- Cristian, 1345
- Ulrich, 1349 Apr.
- Johann III., 1349 Jun.
- ? Franz, 1354
- Peter I., 1357
- Jordan, 1360–1362
- Heinrich, 1367
- Johann IV. Strubo, 1370
- Rudolf von Wattwiler, 1374–1379
- Otto von Münsingen, 1379–1380
- Humpis (Huntpeis), 1399–1407
- Peter II. von Münsigen, 1408–1426
- Rudolf Böckli, 1438–1442
- Vincenz, 1447–1451
- Ludwig von Mörsburg, 1451–1481
- Peter Heldwerth, 1484–1512
- Urs Hirsiger, 1513–1528

## Bilder

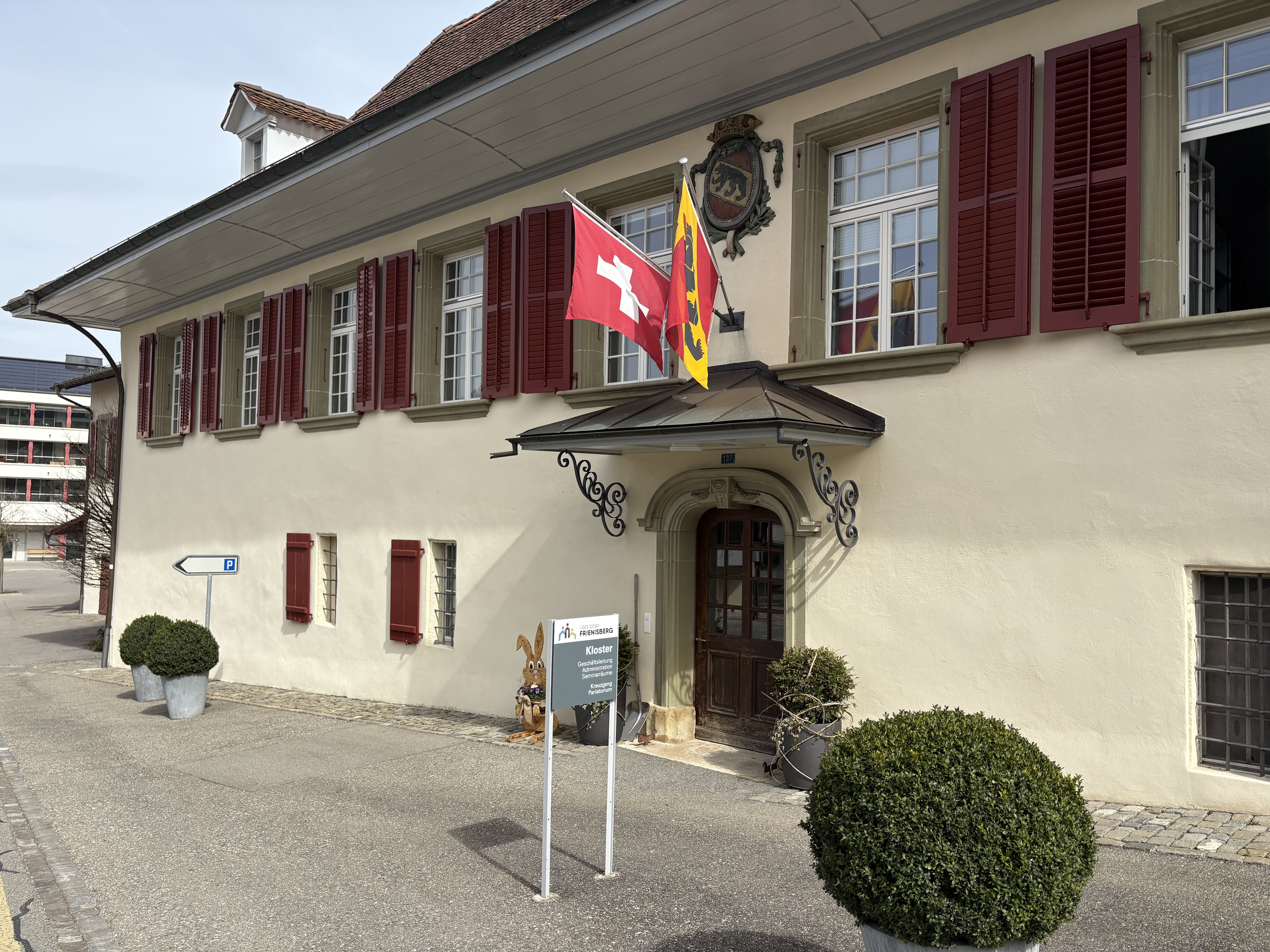
Eingang
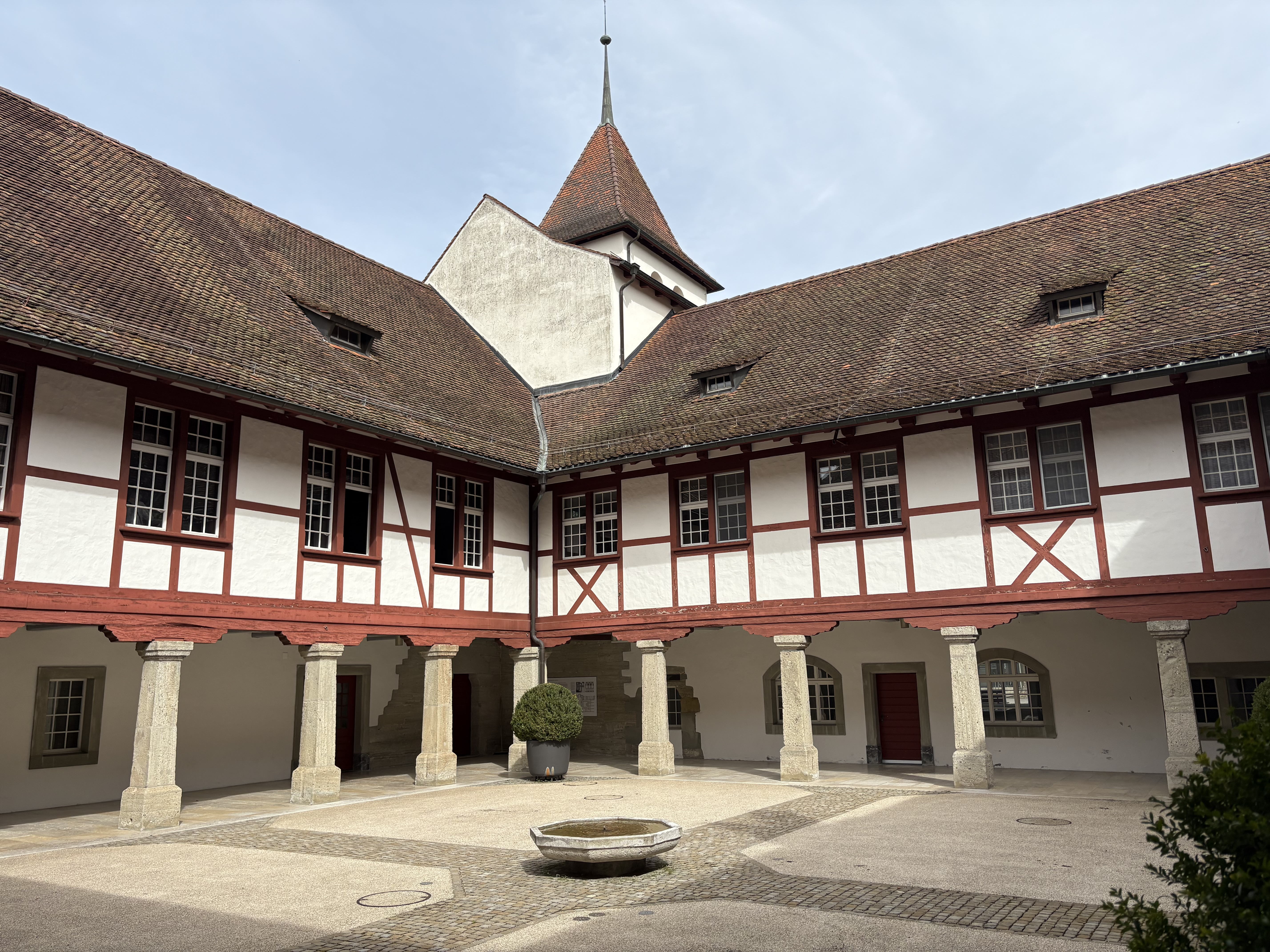
Kreuzgang
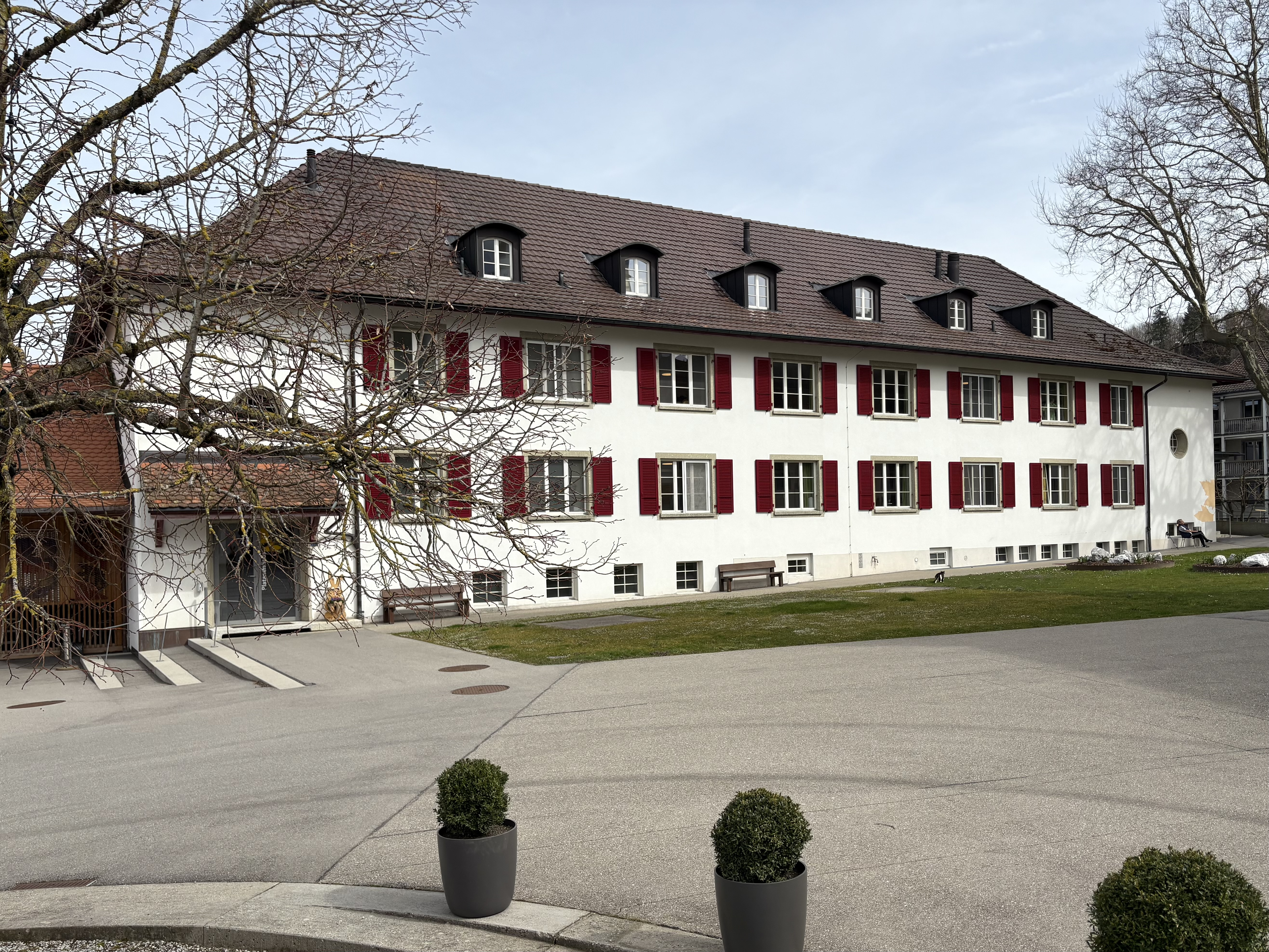
Platanenhaus
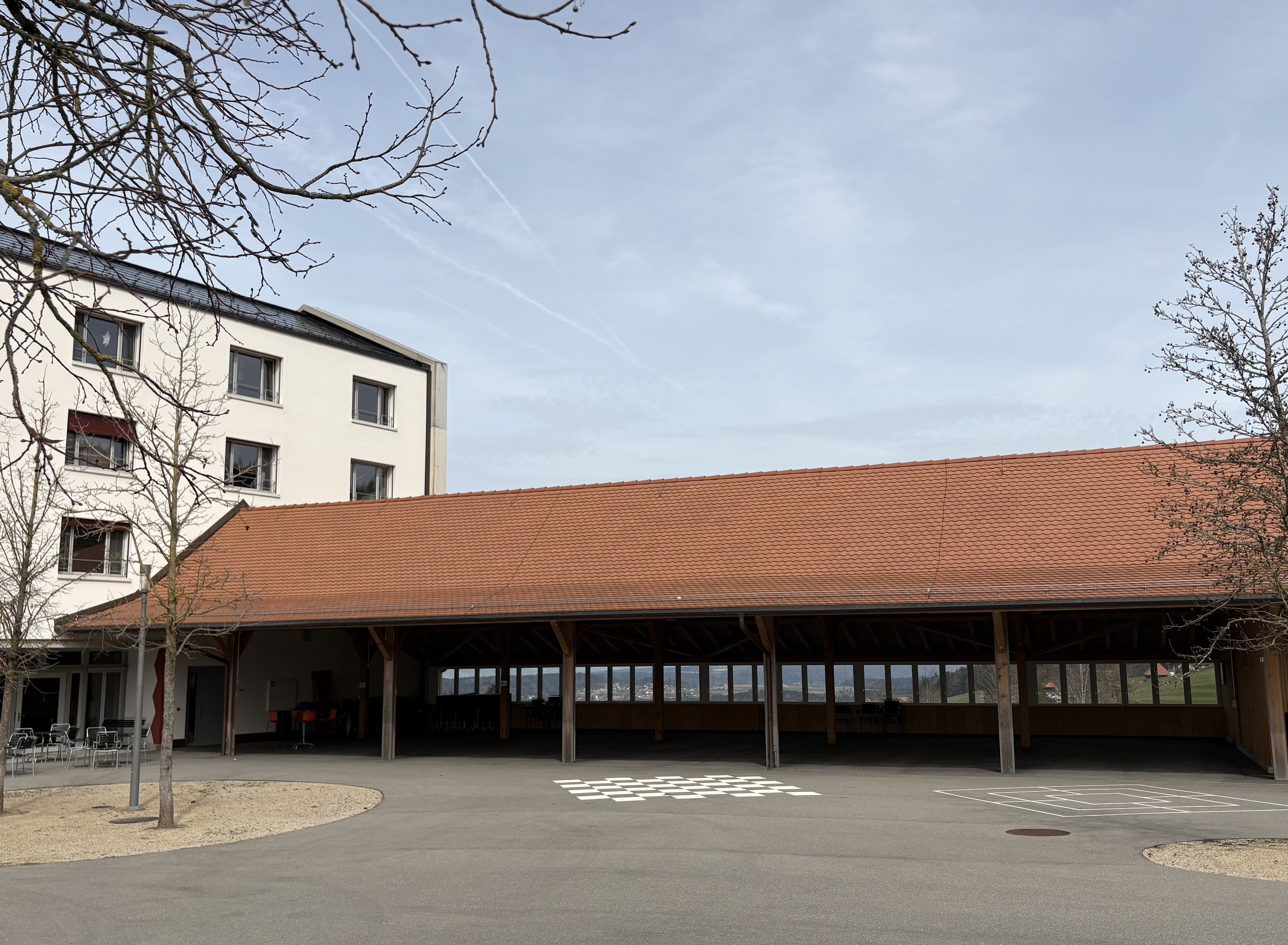
Remise